# Leptochiton cimicoides
Leptochiton cimicoides är en blötdjursart som först beskrevs av di Monterosato 1879.  Leptochiton cimicoides ingår i släktet Leptochiton och familjen Leptochitonidae. Inga underarter finns listade i Catalogue of Life.